# كازيميرز نيومان
كازيميرز نيومان (بالبولندية: Kazimierz Neumann)‏ هو مجدف بولندي، ولد في 23 نوفمبر 1933 في تورون في بولندا، وتوفي في 16 يوليو 2011 في بيدغوشتش في بولندا.

## وصلات خارجية
- كازيميرز نيومان على موقع الاتحاد الدولي للتجديف (الإنجليزية)
- كازيميرز نيومان على موقع اللجنة الأولمبية الدولية (الإنجليزية)
- كازيميرز نيومان على موقع أوليمبيديا (الإنجليزية)
- كازيميرز نيومان على موقع اللجنة الأولمبية البولندية (مؤرشف) (البولندية)